# Tilkerode

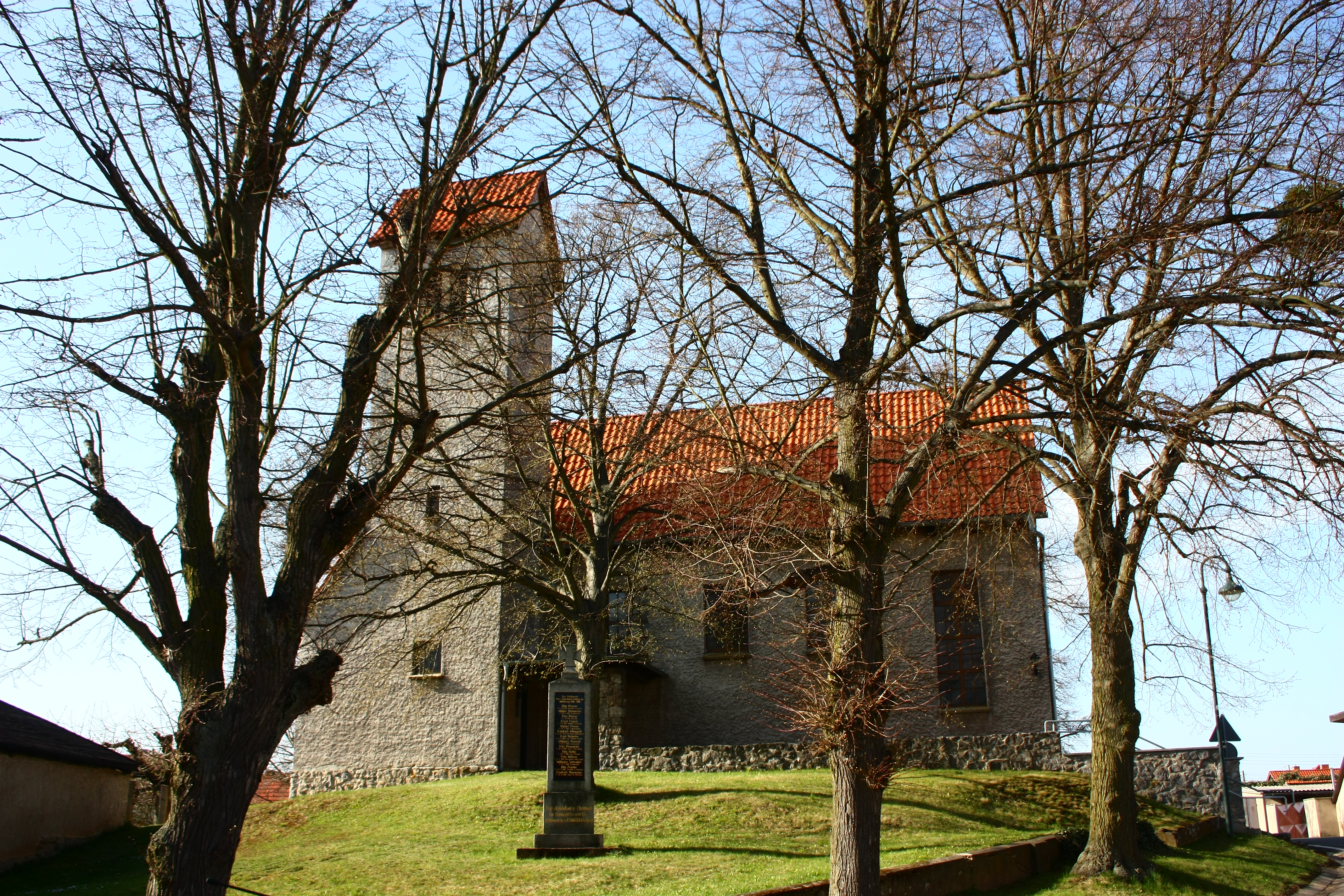
Die Dorfkirche St. Wilhelm zu Tilkerode

Tilkerode ist ein Ortsteil der Ortschaft Abberode der Stadt Mansfeld im Landkreis Mansfeld-Südharz in Sachsen-Anhalt, (Deutschland).

## Geographie
Tilkerode liegt auf einer Hochfläche unmittelbar nördlich des Tals der Eine im Ostharz. Unmittelbar im Südwesten angrenzend steht das Dorf Abberode. Straßen verbinden Tilkerode mit Abberode und den nordöstlich im Einetal liegenden Dörfern der Stadt Arnstein.

## Geschichte

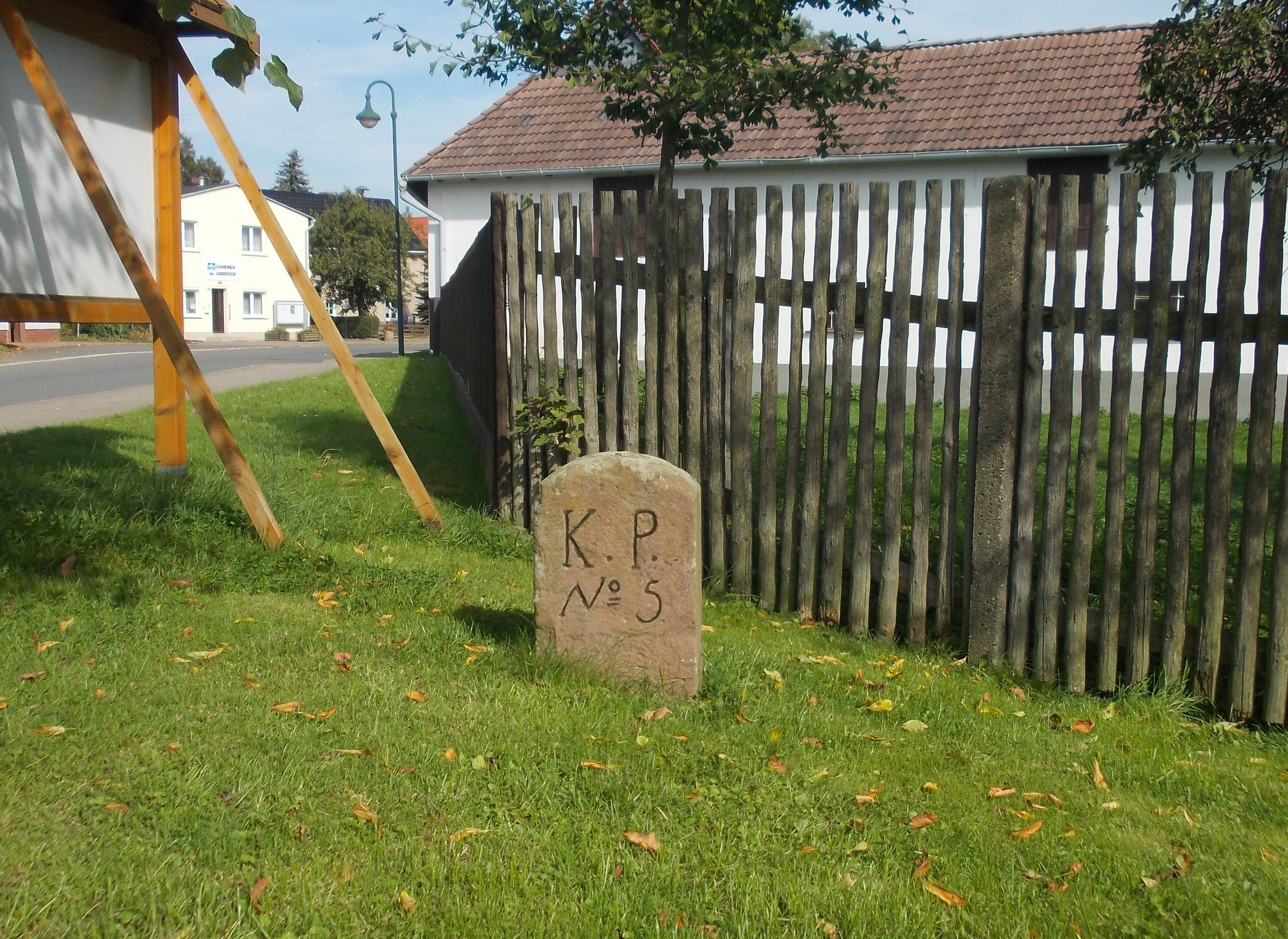
Grenzstein zwischen dem anhaltischen Tilkerode und Abberode

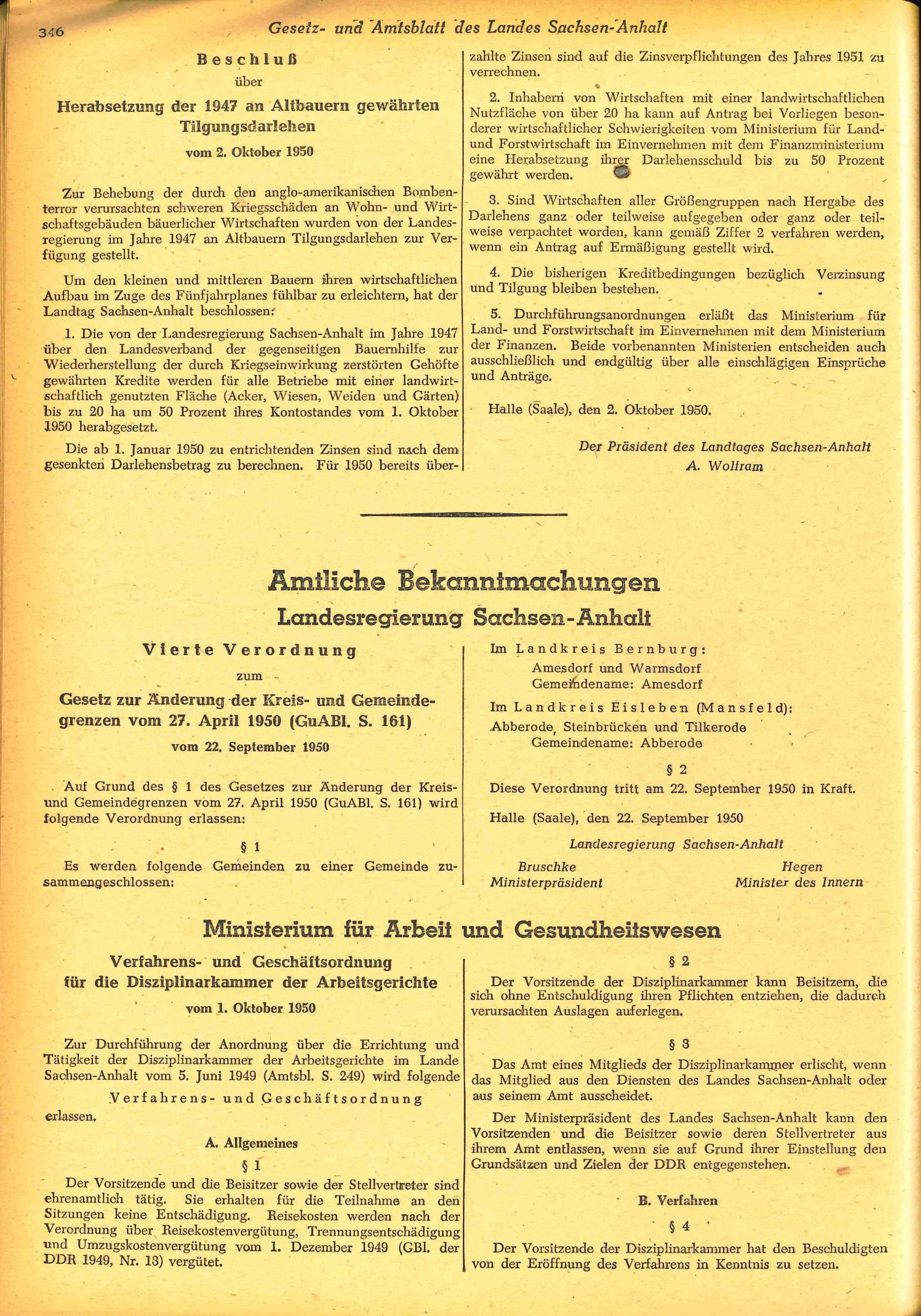
Verordnung zur Eingemeindung

Tilkerode ist eine Rodungssiedlung, vermutlich des 11. Jahrhunderts. Es wurde, vermutlich vor dem Jahre 1123, urkundlich erwähnt, als Graf Otto der Reiche zu Ballenstedt der Kirche zu Kelbra u. a. den Zehnten zu Tilkerode schenkte. Am 22. März 1385 wurden die Herren Hans und Bethmann von Tilkerode erwähnt, die damals bekannten, von den Grafen Busso und Günther von Mansfeld 275 Silbermark für die von ihnen verkaufte Burg Wippra erhalten zu haben. Gegen 1533/34 wurde Tilkerode dann als wüst bezeichnet. Damals hielten die Grafen von Anhalt die 8–9 Hufen Acker zu Tilkerode als Lehen, die aber von Bauern aus Abberode bewirtschaftet wurden. Ein Fortbestehen der Kirche zu Tilkerode belegten die im Jahre 1651 beginnenden Kirchenbücher des Dorfes. Als dann im Jahre 1661 das benachbarte, in der Mansfelder Herrschaft stehende Abberode abbrannte, beschloss ein Teil der Einwohner, sich im wüsten Tilkerode im benachbarten Anhalt neue Häuser aufzubauen. So wurde dann Tilkerode erneut besiedelt. Am 23. Mai 1666 wurde dann beschlossen, Tilkerode nicht mehr als die bestehenden 14 Häuser zu erweitern, um die Nachbarsiedlungen Abberode und Steinbrücken nicht zu verärgern. Dies wurde jedoch nicht eingehalten und so beschwerten sich die Einwohner der Nachbarsiedlungen bei ihrem nun kursächsischen Landesherrn, weil der anhaltische Fürst Friedrich Viktor II. die Siedlung Tilkerode wesentlich durch Neubauten erweitern wollte.
Östlich von Tilkerode wurde im Einetal seit vorchristlicher Zeit Bergbau betrieben. In verschiedenen Pingen und Stollen wurden dabei Eisen abgebaut. Zu anhaltischen Zeiten wurden auch kleinere Goldfunde gemacht und daraufhin auf Betreiben des Landesherrn in mühevoller Handarbeit 400 Gramm Gold gewonnen. Daraus wurden 116 Ein-Dukaten Münzen geprägt. Der Hauptabbau beschränkte sich jedoch auf das Eisenerz, das in die nahegelegenen Hütten im Selketal gebracht wurde. Nachdem der Abbau Mitte des 19. Jahrhunderts wegen Unwirtschaftlichkeit eingestellt wurde, gab es im 20. Jahrhundert nochmals Erkundungen, die jedoch nicht zu einem erneuten Abbau führten. Heute ist das alte Revier durch einen Lehrpfad begehbar.
In 1950 kamen Abberode und Tilkerode aus dem Mansfelder Gebirgskreis zusammen in den Landkreis Eisleben im  Bundesland Sachsen-Anhalt.
Am 22. September 1950 wurden die bis dahin eigenständigen Gemeinden Steinbrücken und Tilkerode nach Abberode eingemeindet.
Am 6. März 2009 wurde Abberode mit den zugehörigen Ortsteilen Steinbrücken und Tilkerode nach Mansfeld eingemeindet.
Seit 2020 ist die Stadt Tilkerode Namensgeberin für das Mineral Tilkerodeit. Dieses wurde erstmals in Mineralproben aus dem nahe gelegenen „Eskaborner Stollen“ entdeckt.